# グリーンバシリスク
グリーンバシリスク（Basiliscus plumifrons）は爬虫綱有鱗目トカゲ亜目イグアナ科（バシリスク科とする説もあり）バシリスク属に分類されるトカゲ。

## 分布
コスタリカ、パナマ、ニカラグア、ホンジュラスなど、主に赤道付近の国に生息している。

## 形態

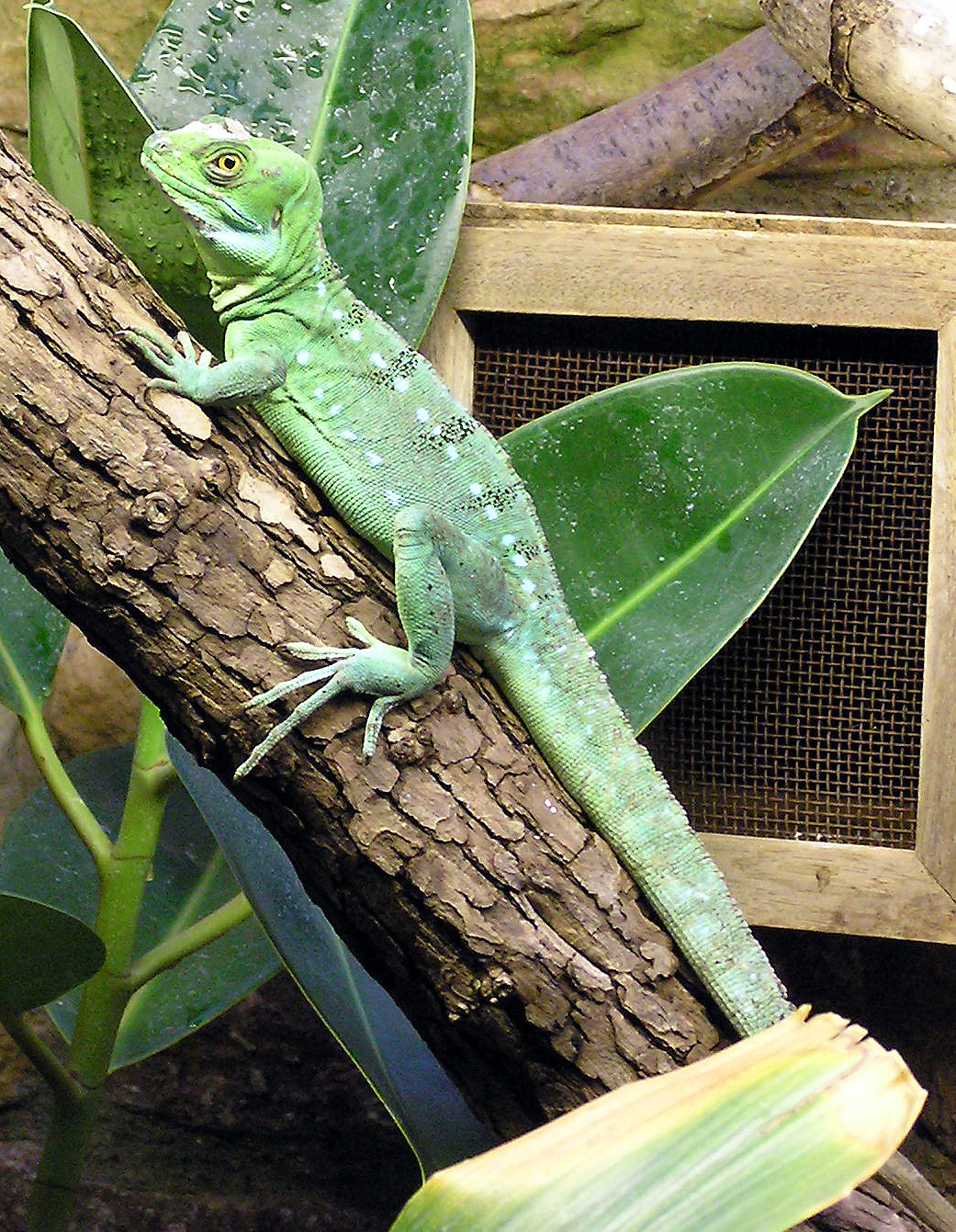
メス

全長60-70cm。和名の通り他の同属種と違い、成体は体色が青味がかった緑色になる。幼体は体色がくすんでいるが、成長につれ鮮やかになる。尾は長く全長の半分以上を占める。
成体のオスに頭頂部や背面、尾にトサカや帆びれが発達する。頭頂部には帆びれが2つある。成長するにつれて帆が発達していく。メスや幼体は帆びれが発達しない。

## 生態
水辺の森林に生息し、水上に張り出した木の上にいることが多い。驚くと水中に飛びこんだり、後肢だけで立ちあがり走って逃げる。その際に短距離であれば浮力などを利用し水面を走り抜けることもある。動く水しか水と認識しない。
食性は肉食性の強い雑食性で昆虫類(トンボやバッタ)、小型爬虫類(自分より小さなトカゲ)、小型両生類(カエルなど)、小型鳥類、コウモリやネズミを含む小型哺乳類、果実等を食べる。
繁殖形態は卵生で、15-20個の卵を産む。卵は2ヶ月程で孵化する。

## 人間との関係
同属他種と違い目立つ体色のためか、TV等で単にバシリスクと紹介されるのは本種であることが多い。ペット用として流通されることがあり、日本にも輸入されている。主に繁殖個体が流通する。属内ではノギハラバシリスクと共に流通量は多く、他種と異なる体色や知名度もあるため人気が高い。飼育された個体はあまり帆びれが発達しないとされる。
驚くとケージ内を走り回り吻端を潰してしまうため、飼育には広いケージと落ち着いた環境が必要。幼体から飼育すれば人や環境に慣れることもあるが、場合によってはケージを暗幕で覆う等の対処をして外部から刺激を受けないようにする。また水辺の高温多湿の環境を好むため全身が浸かる事の出来る水容器や、ケージ全体を保温する設備も必要になる。